# Montanoa karvinskii
Montanoa karvinskii hay Montanoa karwinski hoặc Montanoa karwinskii là danh pháp của một loài thực vật có hoa trong họ Cúc.

## Tên gọi
Mẫu vật do nhà thực vật học người Áo gốc Đức Wilhelm Friedrich von Karwinsky von Karwin (1780-1855) thu thập tại México. Tuy nhiên, trong tiếng Đức thì Karwinsky có thể viết thành Karwinski hay Karvinsky, còn Augustin Pyramus de Candolle thì viết thành Karvinski, từ đây mà có tính từ định danh karvinskii trong danh pháp do ông đặt năm 1836.
Loài này được Augustin Pyramus de Candolle mô tả khoa học đầu tiên năm 1836 dưới danh pháp Montagnea karvinskii. Năm 1864 Karl Heinrich Emil Koch điều chỉnh thành Montanoa karwinskyi. Lưu ý rằng Montagnea là cách viết khác của Montanoa nên khi điều chỉnh từ Montagnea karvinskii thành danh pháp tương ứng trong Montanoa thì danh pháp được bảo toàn trọn vẹn nhất là Montanoa karvinskii, nhưng các cách viết Montanoa karwinskii, Montanoa karwinski, Montanoa karwinskyi vẫn là hợp lệ. 

## Phân bố
Loài bản địa México.